# Chlorodontopera discospilata
Chlorodontopera discospilata är en fjärilsart som beskrevs av Moore 1867. Chlorodontopera discospilata ingår i släktet Chlorodontopera och familjen mätare. Inga underarter finns listade i Catalogue of Life.